# لورانس إيرل
لورانس إيرل (بالإنجليزية: Lawrence Earl)‏ (29 أبريل 1915، سانت جون في كندا - 5 أبريل 2005)؛ مصور وروائي كندي.

## روابط خارجية
- لورانس إيرل على موقع مونزينجر (الألمانية)